# Alexandra Schreiber
Pour les articles homonymes, voir Schreiber.
Alexandra Schreiber, née le 13 avril 1963 à Ratisbonne, est une judokate allemande.

## Palmarès international en judo
| Représentant la RFA      |          |           |
| Championnats du monde    |          |           |
| Année                    | Médaille | Catégorie |
| 1986                     | bronze   | –66 kg    |
| 1987                     | or       | –66 kg    |
| Championnats d'Europe    |          |           |
| Année                    | Médaille | Catégorie |
| 1987                     | argent   | –66 kg    |
| 1983                     | bronze   | –66 kg    |
| 1986                     | argent   | –66 kg    |
| 1988                     | or       | –66 kg    |
| 1989                     | argent   | –66 kg    |
| 1990                     | or       | –66 kg    |
| Représentant l'Allemagne |          |           |
| Championnats d'Europe    |          |           |
| Année                    | Médaille | Catégorie |
| 1992                     | bronze   | –66 kg    |